# Zakeria Yacoob
Zakeria Mohammed „Zak“ Yacoob (* 3. März 1948 in Durban) ist ein südafrikanischer Jurist. Er war von 1998 bis 2013 Richter am Verfassungsgericht der Republik Südafrika.

## Ausbildung und beruflicher Werdegang
Yacoob wurde 1948 in Durban geboren. Er stammt aus einer indischstämmigen Familie. Mit 16 Monaten erkrankte er an Meningitis und verlor das Augenlicht. Seine schulische Ausbildung erhielt er zwischen 1956 und 1966 an der Arthur Blaxall School for the Blind in seiner Heimatstadt Durban. Anschließend nahm er das Studium an der Universität Durban-Westville auf, wo ihm 1969 der Bachelor of Arts in den Hauptfächern Anglistik und Privatrecht verliehen wurde. Hieran schloss sich ein zweijähriges Studium an derselben Universität an, das er 1972 mit dem Bachelor of Laws abschloss. Schon an der Universität betätigte er sich politisch und beteiligte sich an den ersten Wahlen einer Studenten-Vertretung. Anschließend begann er seine praktische Ausbildung als Rechtsanwalt und wurde am 12. März 1973 als Rechtsanwalt zugelassen. Diese Tätigkeit übte er bis 1998 aus. In dieser Zeit nahm er an zahlreichen politischen Prozessen teil. So vertrat er 1984 etwa eine als Durban Six bekannt gewordene Gruppe von Apartheidsgegnern, die das britische Konsulat in Durban besetzt hatten, um gegen die Benachteiligung Schwarzer in Südafrika zu protestieren. In ihrem Namen verhandelte er mit der britischen Regierung und sprach vor den Vereinten Nationen in New York. Ferner gehörte Yacoob zum Team der Verteidiger in einem zwischen 1985 und 1988 stattfindenden Delmas Treason Trial gegen 22 Mitglieder der United Democratic Front (UDF). 1990 und 1991 verteidigte er auch mehrere hochrangige Mitglieder des ANC im Vula Trial. 
1998 benannte ihn Nelson Mandela zum Richter am Verfassungsgericht der Republik Südafrika. Diese Position bekleidete er bis zu seinem altersbedingten Rücktritt 2013.

## Politisches Engagement
Auf politischer Ebene engagierte sich Yacoob ab 1980 in der Vereinigung Durban Committee of Ten, die sich für die Rechte von Schülern einsetzte. Als Mitglied des Natal Indian Congress organisierte er zwischen 1981 und 1991 zahlreiche Massendemonstrationen gegen das Apartheidssystem. In seiner Heimatstadt setzte er sich für eine verantwortungsvollere Wohnungsbaupolitik des Stadtrates ein und war aktiv an Protesten gegen das South African Indian Council beteiligt. Zudem war er Mitglied der UDF und des ANC. Zwischen Dezember 1993 und Juni 1994 gehörte er der Independent Electoral Commission an.

## Sonstiges
Yacoob ist seit 1970 verheiratet und Vater eines Sohns und einer Tochter. Er lebt mit seiner Frau in Durban. Von 1995 bis 1997 gehörte er dem Verwaltungsrat der Universität Durban-Westville an und übernahm zwischen 2001 und 2003 das Amt des Kanzlers. Zudem ist Yacoob im Rahmen der Förderung von Blinden äußerst engagiert. Er war nicht nur Vorsitzender des South African National Council for the Blind, sondern nahm auch an zahlreichen internationalen Konferenzen zur Blindenförderung teil.

## Publikationen (Auswahl)
- Salient features of the negociating process. In: SMU Law Review. 52, Nr. 4, ISSN 1066-1271, S. 1579–1585.